# Śrem (gromada)
Śrem – dawna gromada, czyli najmniejsza jednostka podziału terytorialnego Polskiej Rzeczypospolitej Ludowej w latach 1954–1972.
Gromady, z gromadzkimi radami narodowymi (GRN) jako organami władzy najniższego stopnia na wsi, funkcjonowały od reformy reorganizującej administrację wiejską przeprowadzonej jesienią 1954 do momentu ich zniesienia z dniem 1 stycznia 1973, tym samym wypierając organizację gminną w latach 1954–1972.
Gromadę Śrem z siedzibą GRN w mieście Śremie (nie wchodzącym w skład gromady) utworzono 1 stycznia 1960 w powiecie śremskim w woj. poznańskim z obszarów zniesionych gromad: Góra, Mechlin i Niesłabin w tymże powiecie.
W 1965 gromada miała 27 członków GRN.
1 stycznia 1970 do gromady Śrem włączono 73,97 ha z miasta Śrem w tymże powiecie.
31 grudnia 1971 do gromady Śrem włączono obszar zniesionej gromady Wyrzeka, miejscowości Błocieszewo, Barbarki, Gaj, Krzyżanowo, Pucołowo i Marianowo ze zniesionej gromady Krzyżanowo oraz miejscowości Binkowo, Borgowo, Bystrzek, Dobczyn, Grzymysław, Olsza, Ostrowo, Łęg, Pysząca i Sosnowiec ze zniesionej gromady Pysząca oraz w tymże powiecie.
Gromada przetrwała do końca 1972 roku, czyli do kolejnej reformy gminnej. 1 stycznia 1973 w powiecie śremskim reaktywowano zniesioną w 1954 roku gminę Śrem.